# Sløvåg
Sløvåg este o localitate din comuna Gulen, provincia Sogn og Fjordane, Norvegia, cu o populație de 0 locuitori (2013).